# Шелканово (Белебеевский район)
Шелка́ново (баш. Шалҡан) — деревня в Белебеевском районе Республики Башкортостан Российской Федерации. Входит в состав Малиновского сельсовета.

## География

### Географическое положение
Расстояние до:
- районного центра (Белебей): 21 км,
- центра сельсовета (Малиновка): 16 км,
- ближайшей ж/д станции (Аксаково): 18 км.

## История
Название происходит от шалкан ‘репа’.

## Население
| 2002 | 2009 | 2010 |
| ---- | ---- | ---- |
| 11   | ↗17  | ↘11  |

Национальный состав
Согласно переписи 2002 года, преобладающие национальности — чуваши (55 %), башкиры (45 %).